# 무녜카 브라바
《무녜카 브라바》(스페인어: Muñeca brava)는 1998년 방영된 아르헨티나의 텔레노벨라이다.